# Корякина, Мария Семёновна
Мария Семёновна Корякина (в замужестве — Астафьева, 22 августа 1920, Чусовой, Пермская губерния — 16 ноября 2011, Красноярск) — советская и российская писательница, жена (1945—2001) Виктора Астафьева.

## Биография
Родилась 22 августа 1920 года в городе Чусовом (ныне Пермский край). Отец Семён Агафонович Корякин работал на железной дороге, а мать, Пелагия Андреевна, растила девятерых детей. В 1933 году поступила в Лысьвенский механико-металлургический техникум, окончила его заочно, чтобы работать и помогать семье.
Весной 1943 года во время Великой Отечественной войны после курсов медсестёр добровольно ушла на фронт. На фронте познакомилась с солдатом нестроевой службы Виктором Астафьевым, за которого в 1945 году вышла замуж. В конце 1945 года супруги вернулись в Чусовой, где Корякина работала в местной промышленности, а потом радиожурналистом. В 1966 году супруги переехали в Пермь, где Корякина начала писать. Первый рассказ Корякиной «Трудное счастье» опубликован 10 октября 1965 года в пермской газете «Звезда». Затем в 1968 году вышла в свет повесть «Ночное дежурство» (позже «Отец»). В 1969—1981 годы супруги жили в Вологде. В 1978 году принята в Союз писателей СССР. С 1981 года до своей смерти жила в Красноярске.
Публиковалась в журналах «Смена», «Москва», «Советская женщина». На её счету шестнадцать книг: «Анфиса» (1974), «Сколько лет, сколько зим» (1981), «Пешком с войны» (1982), «Шум далёких поездов» (1984), «Липа вековая» (1987), «Надежда горькая, как дым» (1989), «Знаки жизни» (1994), «Земная память и печаль» (1996) и другие. В основном её книги — это воспоминания.
Была главным помощником Астафьева. Он несколько раз уходил из семьи, но всегда возвращался. Они прожили вместе 56 лет, до самой смерти Астафьева в 2001 году. После смерти Корякина занималась сохранением наследия писателя.
В браке с Виктором Астафьевым родилось трое детей. Первая дочь Лидия (1947) умерла младенцем. Вторая дочь Ирина (1948—1987) скоропостижно скончалась в Вологде, похоронена на кладбище в Овсянке. Виктор Петрович и Мария Семеновна забрали к себе маленьких внуков Витю и Полю. Сын Андрей (1950) живёт в Вологде.
Скончалась 16 ноября 2011 года в Железнодорожной больнице Красноярска от инфаркта.

## Память
- В доме-музее Виктора Астафьева в посёлке Овсянка поставлен памятник «Астафьевы в Овсянке» (скульптор Владимир Зеленов)[4].
- В Пермском архивном центре из материалов, переданных Марией Корякиной, создан фонд Астафьевых.

## Интересные факты
Написала в 1994 году автобиографическую повесть «Знаки жизни», которую Астафьев просил не публиковать, но она не послушалась и в 1998 году Астафьев написал о тех же самых событиях повесть «Весёлый солдат».